# Bosque de Slavkov
El Bosque de Slavkov (en checo: Slavkovský les), también llamado Bosque del Emperador  (en alemán: Kaiserwald), es una cadena montañosa de la República Checa situada en el triángulo formado por las ciudades de Karlovy Vary, Mariánské Lázně y Františkovy Lázně.
El bosque es una enorme fuente de agua con importancia directa para una amplia zona circundante, con muchos manantiales notables (incluyendo flujos de agua mineral). Parte del agua de la región forestal se utiliza en los balnearios de las zonas occidentales del país.

## Área protegida
Una gran parte del bosque, 606 km2 en total, es una zona protegida, conocida como Área Protegida del Bosque de Slavkov, o PA del Bosque de Slavkov para abreviar. El nombre de Bosque de Slavkov se utiliza tanto para toda la cordillera como para esta protección indistintamente. La zona protegida se estableció en 1974, con sede en Karlovy Vary, y la protección incluye 10 pequeñas reservas individuales, 12 monumentos naturales y 3 monumentos naturales nacionales.

### Flora
Esta antigua y muy erosionada cordillera alberga una gran variedad de hábitats, plantas y animales. Las partes suroccidentales albergan extensas turberas altas, un hábitat peculiar con plantas raras como arándano sauces (Salix myrtilloides) y las plantas carnívoras (Drosera rotundifolia) y (Pinguicula vulgaris). Los bosques cubren más de la mitad de la protección, y en ellos predomina el abeto, ya que sólo quedan pequeños restos del hayedo original. Los distintos tipos de roca de las montañas erosionadas albergan cada uno ecosistemas únicos. En los lugares en los que domina la roca serpentinita, por ejemplo, se pueden encontrar restos de antiguos bosques de pino silvestre mezclados con plantas interesantes como los helechos (Asplenium cuneifolium), y hierbas con flores como el brezo de invierno (Erica carnea), (Polygala chamaebuxus) y la rara (Cerastium alsinifolium) que solo crece en estos bosques. En los claros y zonas abiertas del bosque también se encuentran varios tipos de orquídeas y hierbas, entre ellas la fragante, y de color amarillo brillante, símbolo del Área Protegida del Bosque de Slavkov: el árnica de montaña (Arnica montana).

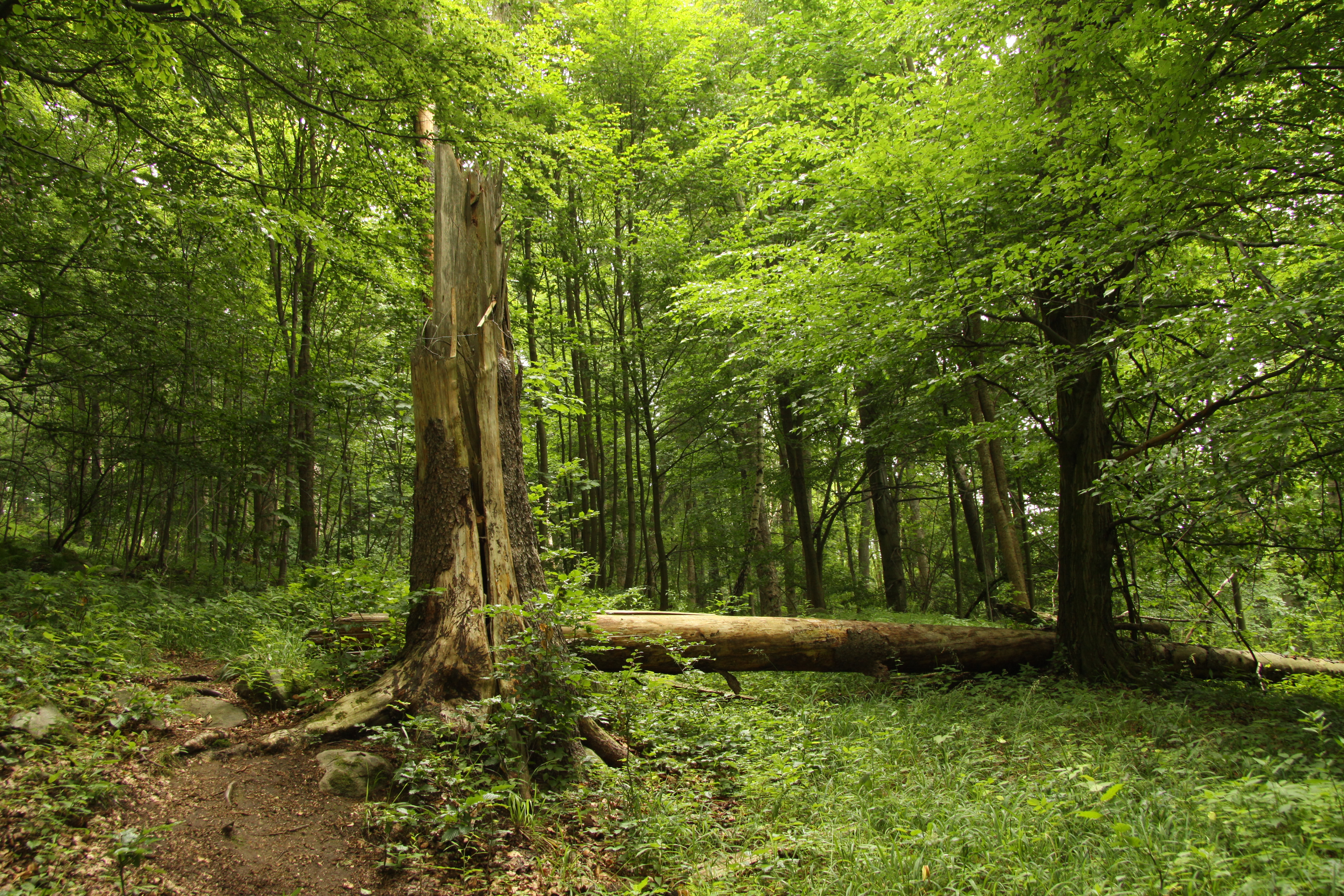
Bosques de hoja caduca (reserva natural de Žižkův vrch)
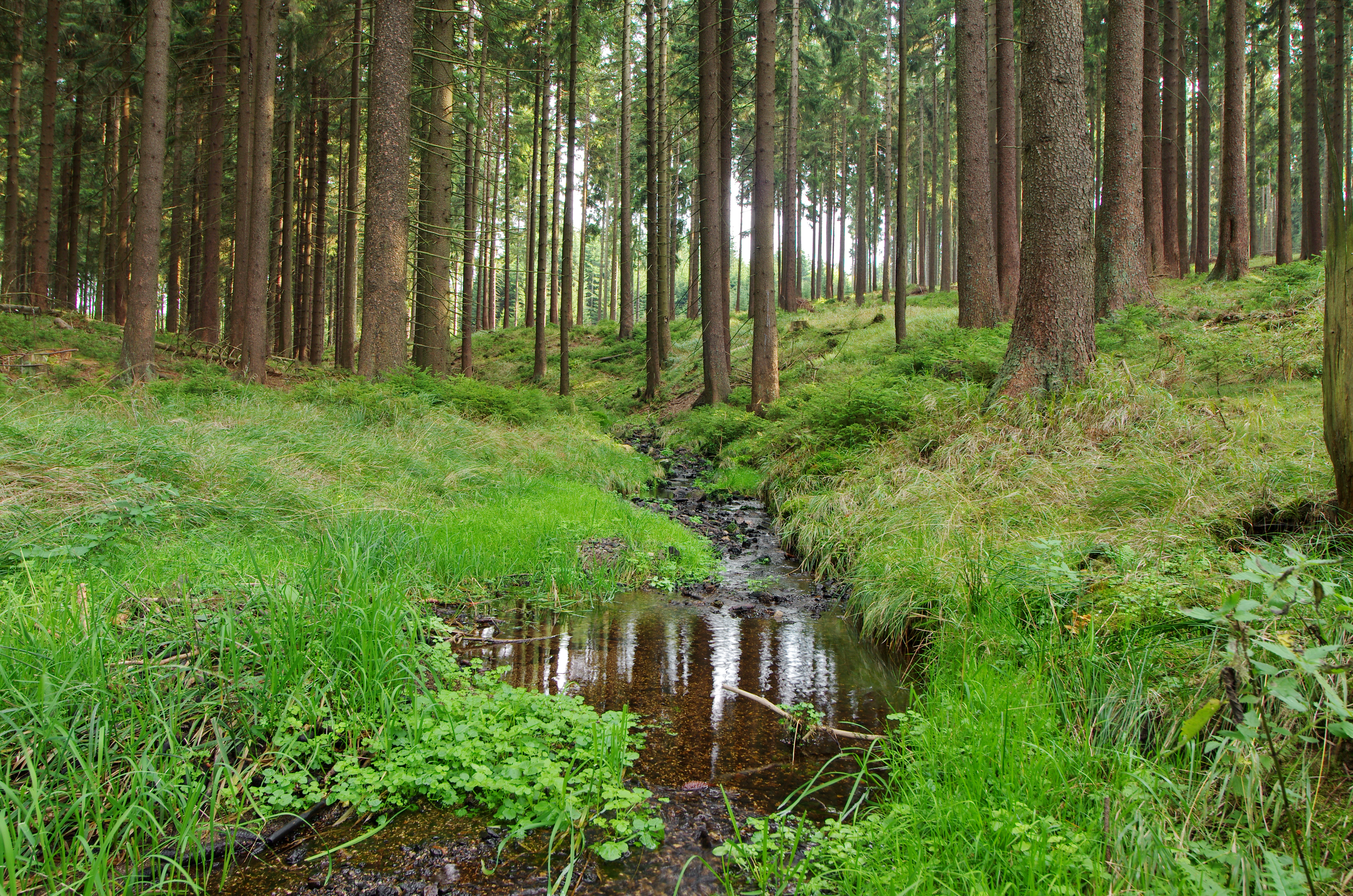
Las coníferas dominan la mayor parte de los bosques.
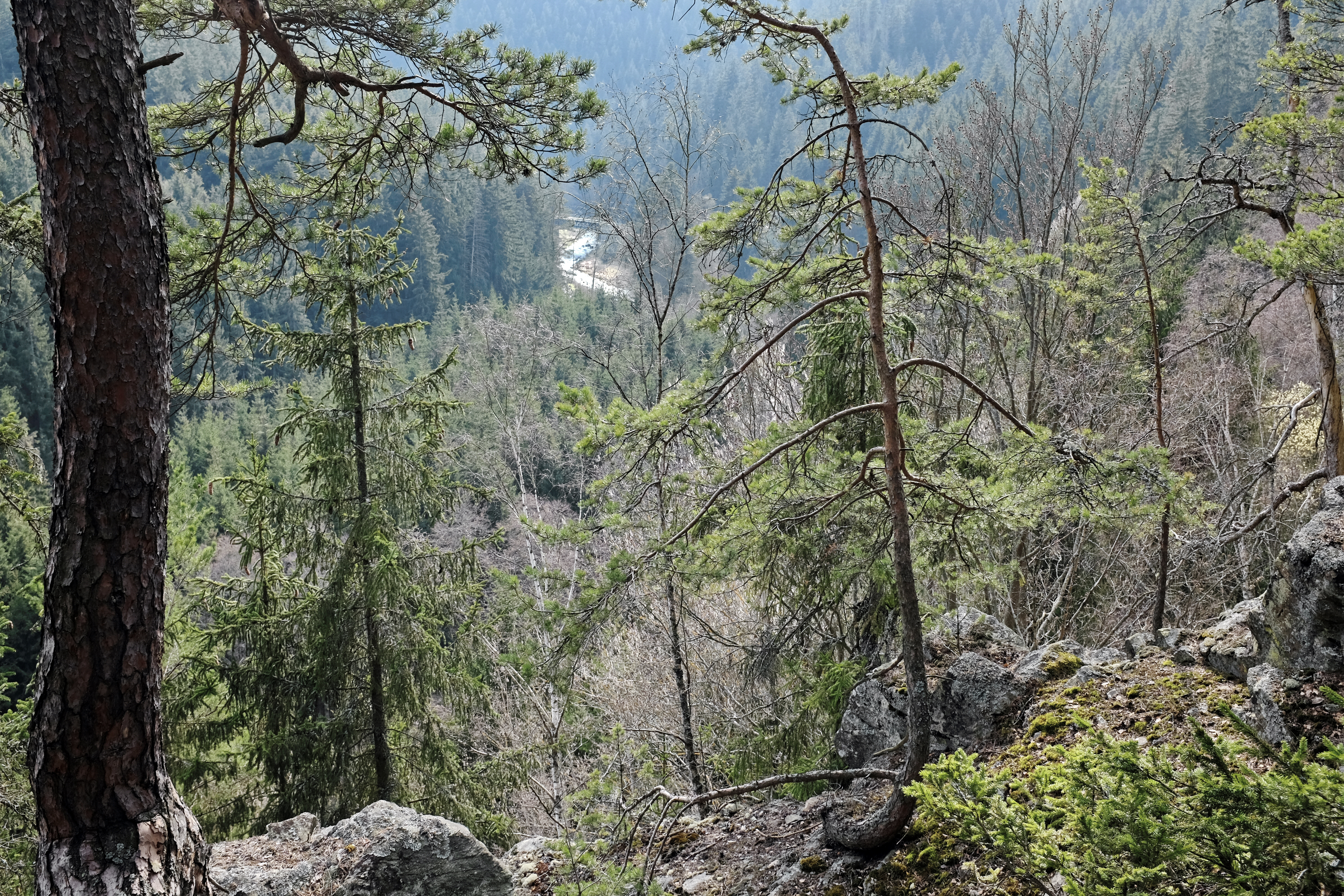
El pino silvestre permanece en algunas zonas
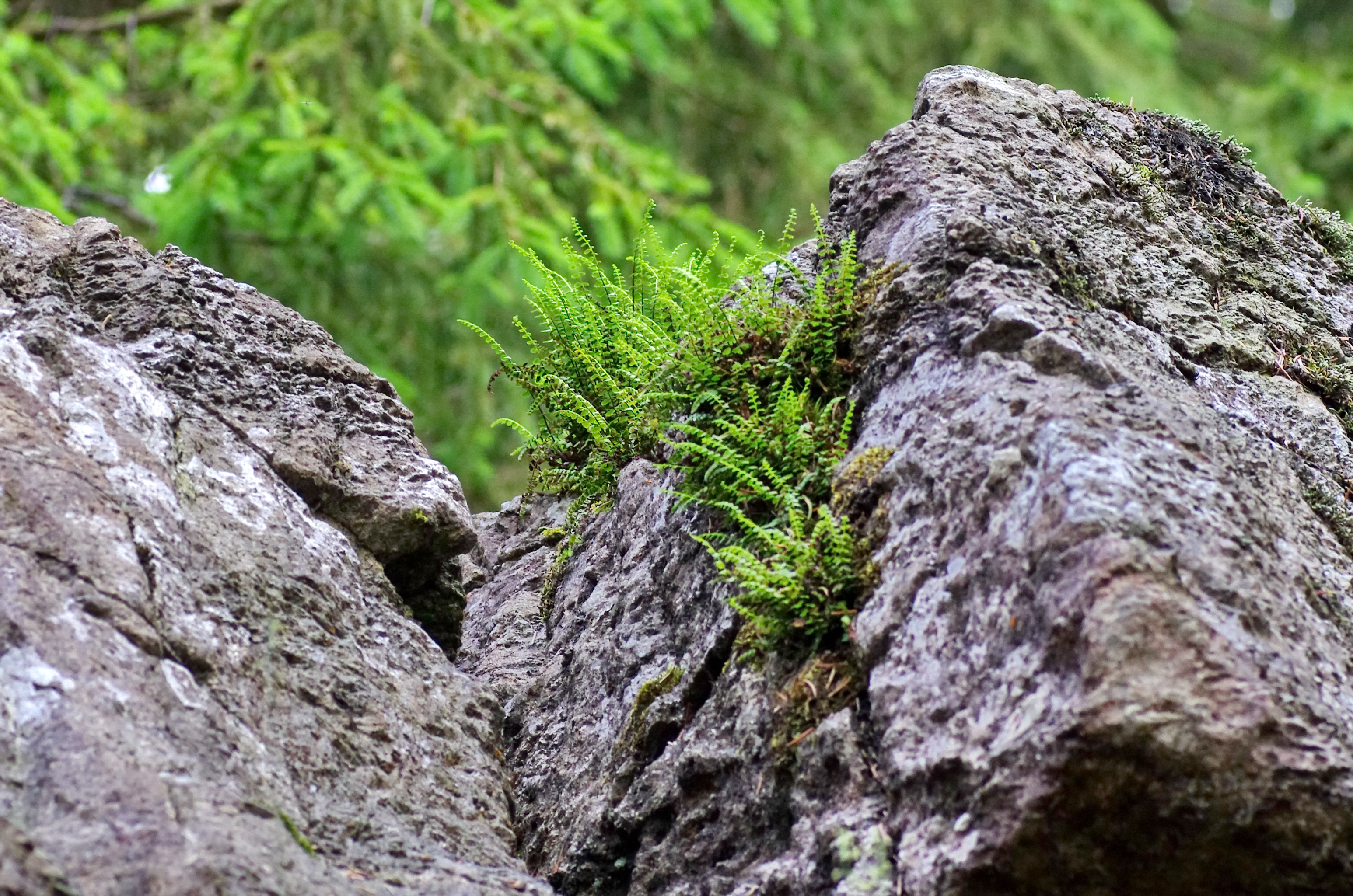
Helechos Spleenwort
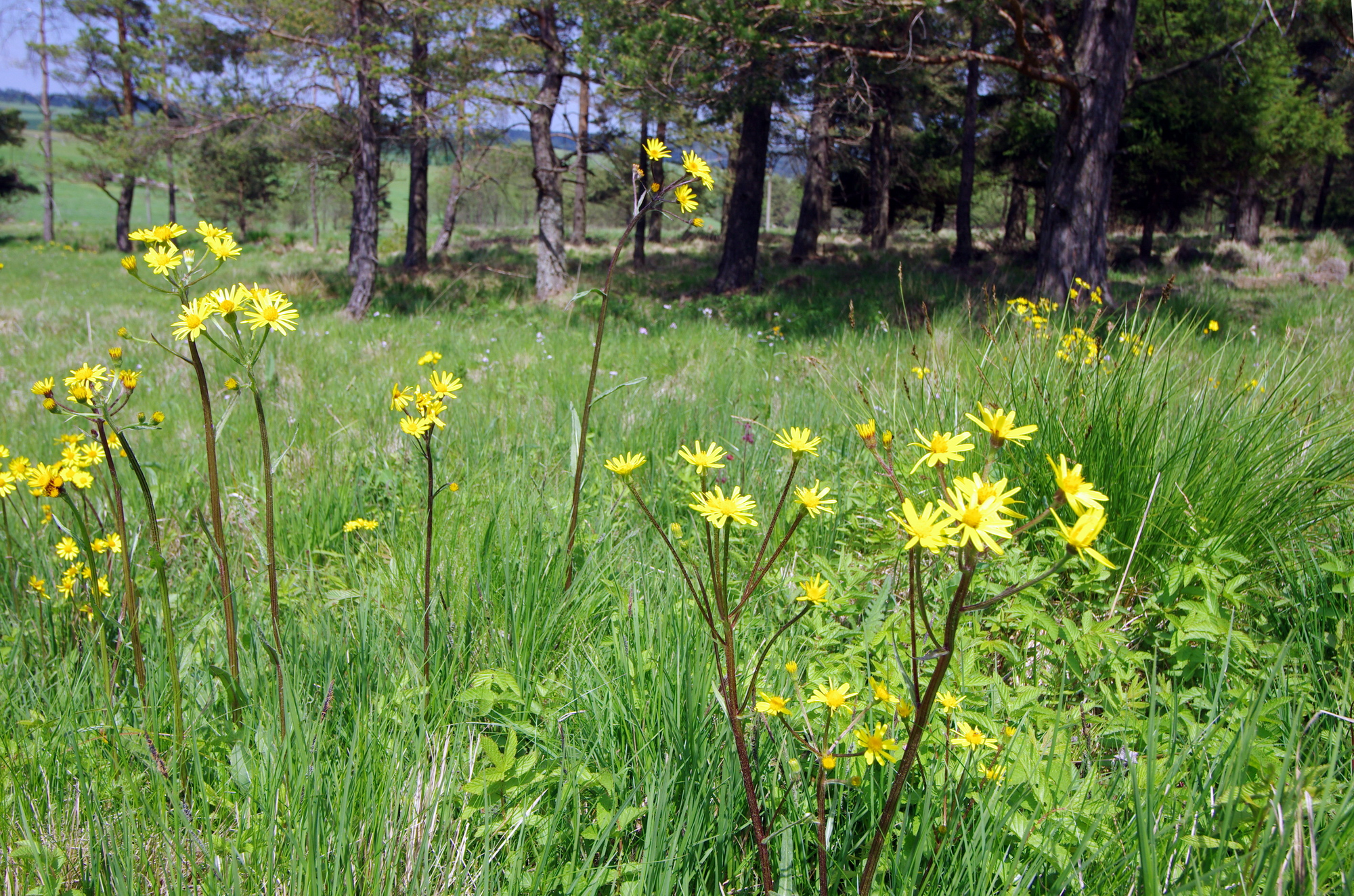
Árnica de montaña
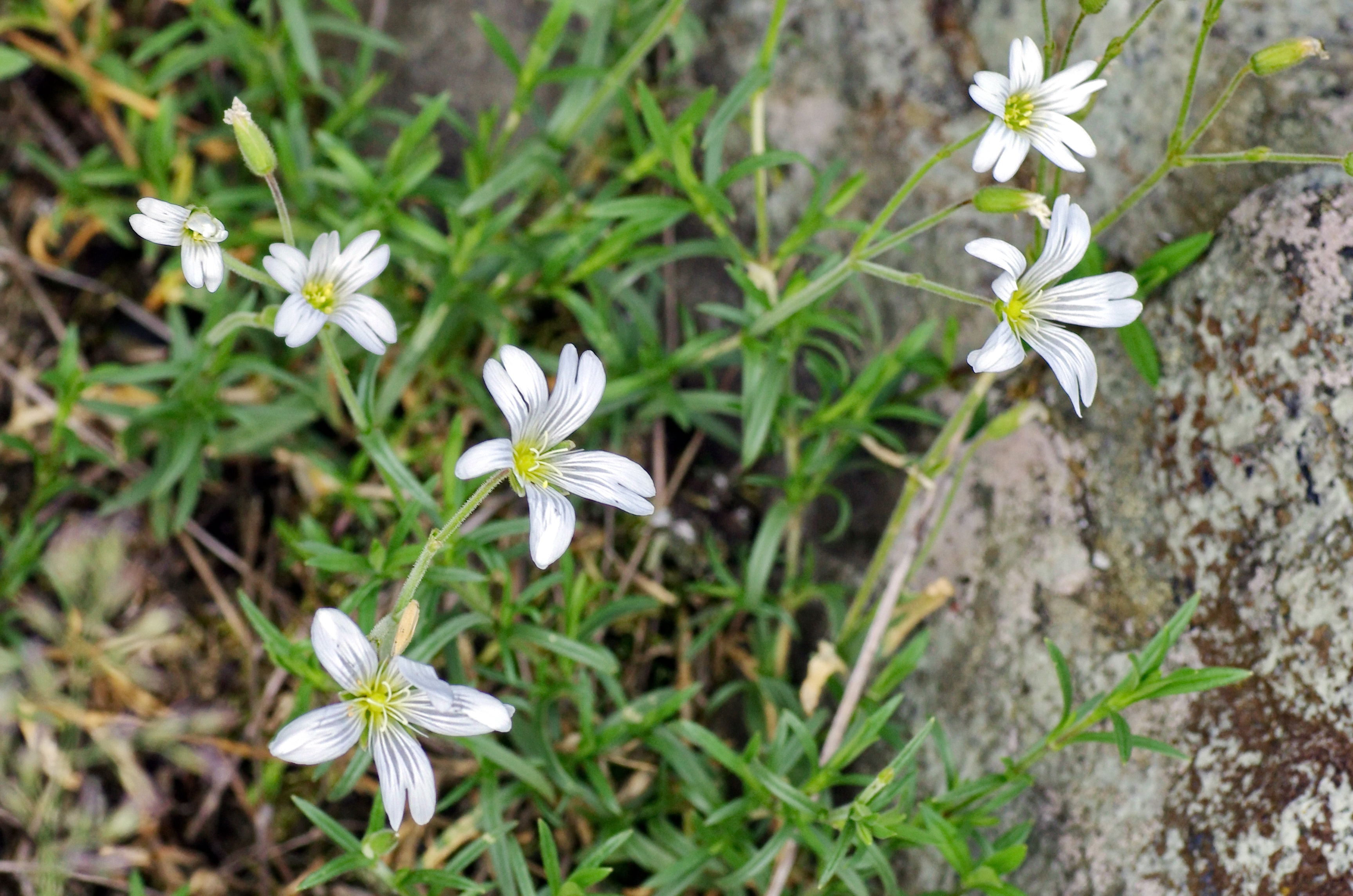
Oreja de ratón de hoja ancha

### Fauna
La fauna también es diversa, pero sobre todo con animales conocidos como el ciervo, el jabalí y varios tipos de martas, pero también el urogallo y la ardilla de tierra, la ubicación más occidental de esta especie en particular. Las aves son abundantes, incluidas las rapaces y los búhos en un número inusualmente grande. Los pájaros carpinteros, como el pico picapinos, pueden oírse desde mediados del invierno hasta el verano, y las cigüeñas negras migratorias se reproducen regularmente en el bosque.

### Amenazas
El bosque ha sufrido varias perturbaciones humanas con efectos duraderos en los últimos 150 años aproximadamente. Debido a la composición del suelo y a la geología local, el crecimiento de los árboles es intrínsecamente lento en la mayor parte del bosque, lo que dificulta más de lo normal que los bosques se recuperen de cualquier daño o perturbación.
Entre 1874 y 1894 se introdujeron en algunas partes monoplantaciones con abeto europeo, y hoy en día siguen existiendo bosques de abeto de edad uniforme. La picea no va bien en las zonas con rocas de serpentinita, lo que deja espacios seguros para el pino silvestre original. En los años setenta y ochenta, las zonas del noroeste de la República Checa se vieron muy afectadas por la deposición atmosférica de azufre. El azufre se transforma de forma natural en ácido sulfúrico, conocido comúnmente como lluvia ácida, y éste es tóxico para las plantas y, en menor medida, para los animales. Los visitantes de la zona también traen inevitablemente plantas y semillas ajenas al hábitat original, y algunas de estas nuevas plantas ruderales pueden superar a las especies locales. En los tiempos modernos, el crecimiento de los árboles también se ve afectado por los ciervos y los muflones que se alimentan de los árboles jóvenes.

## Galería
Paisajes y naturaleza

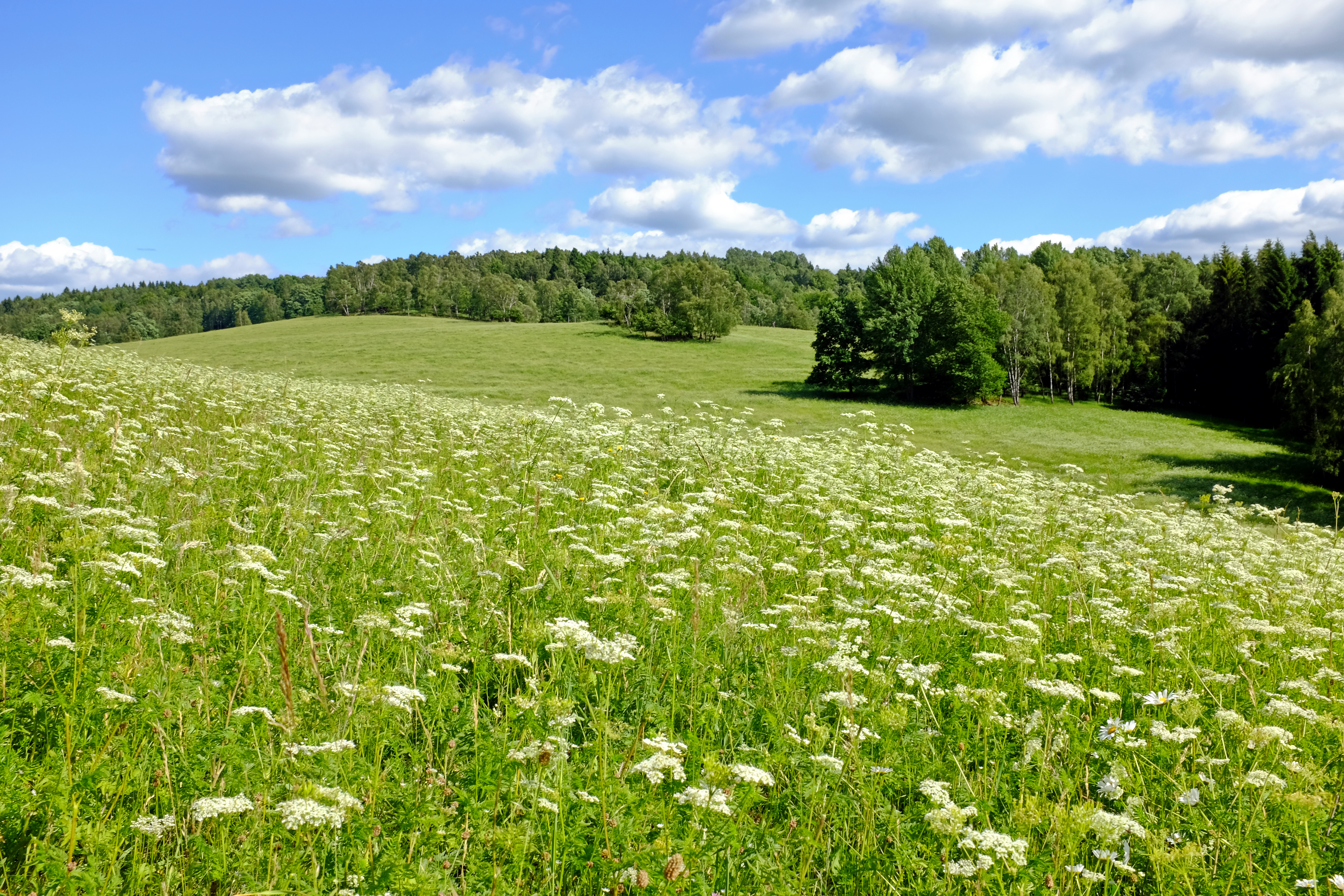
Extensos pastizales y prados
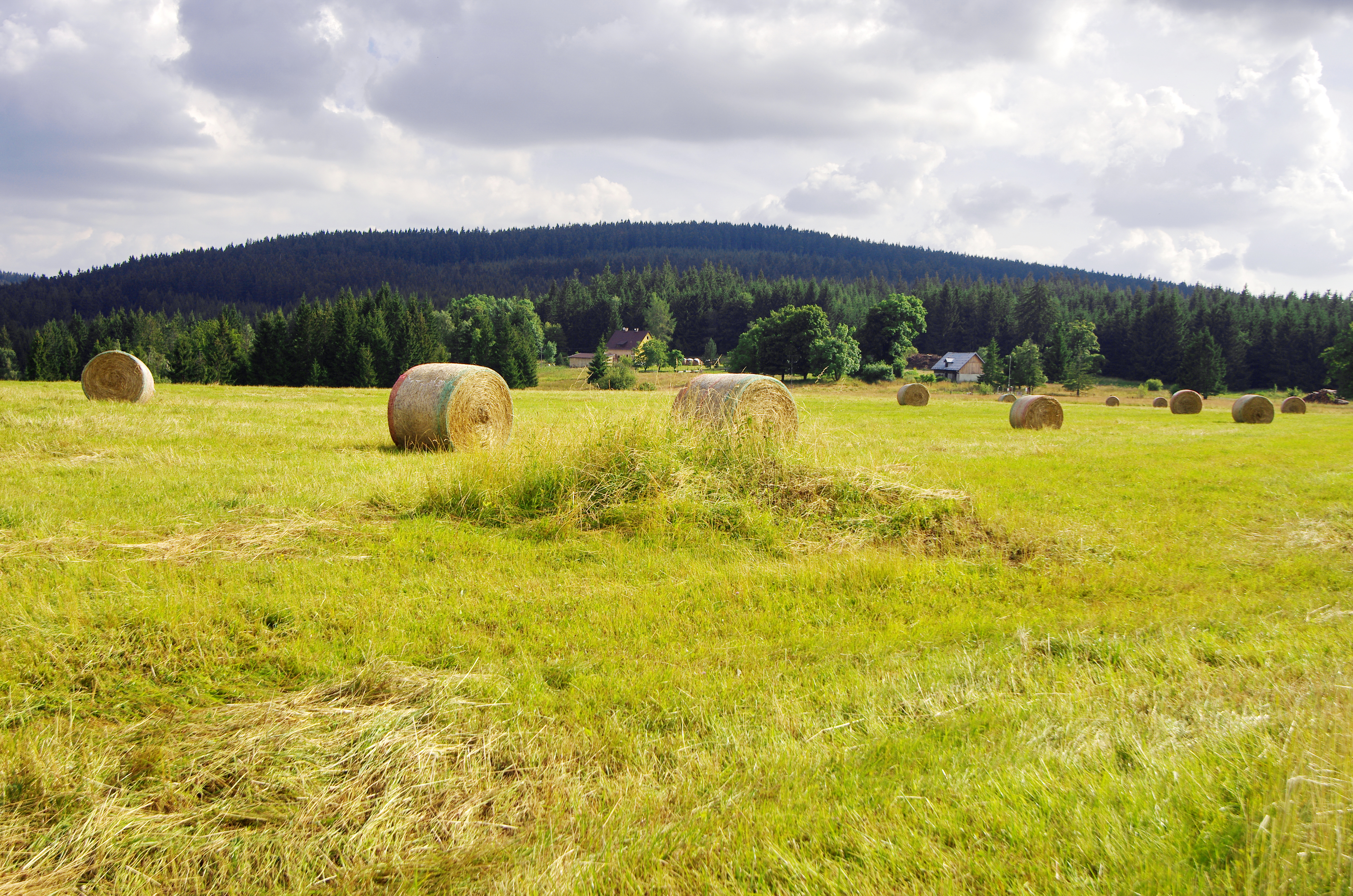
Vista de Lesný, la montaña más alta del bosque de Slavkov
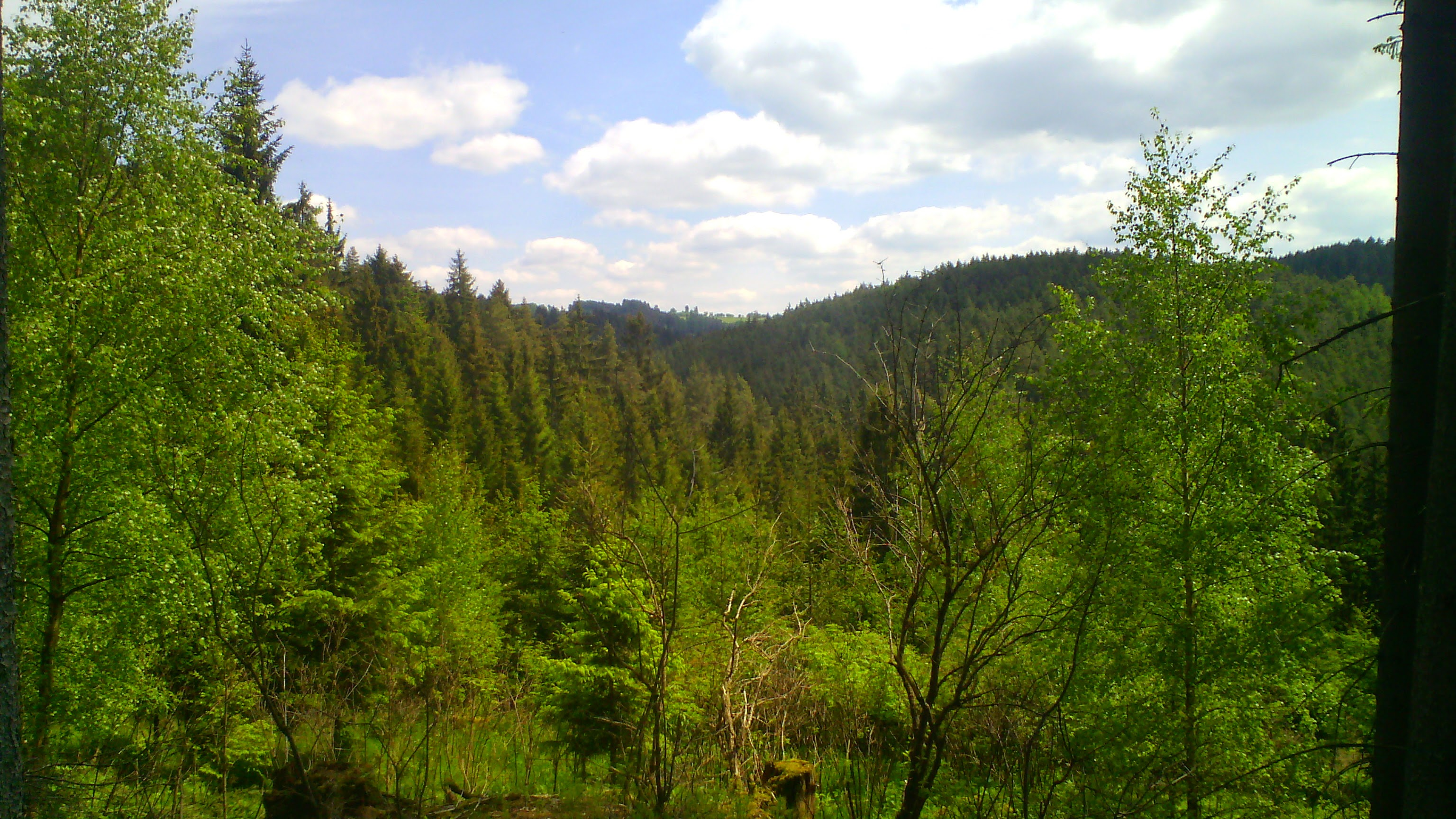
Chodová Planá
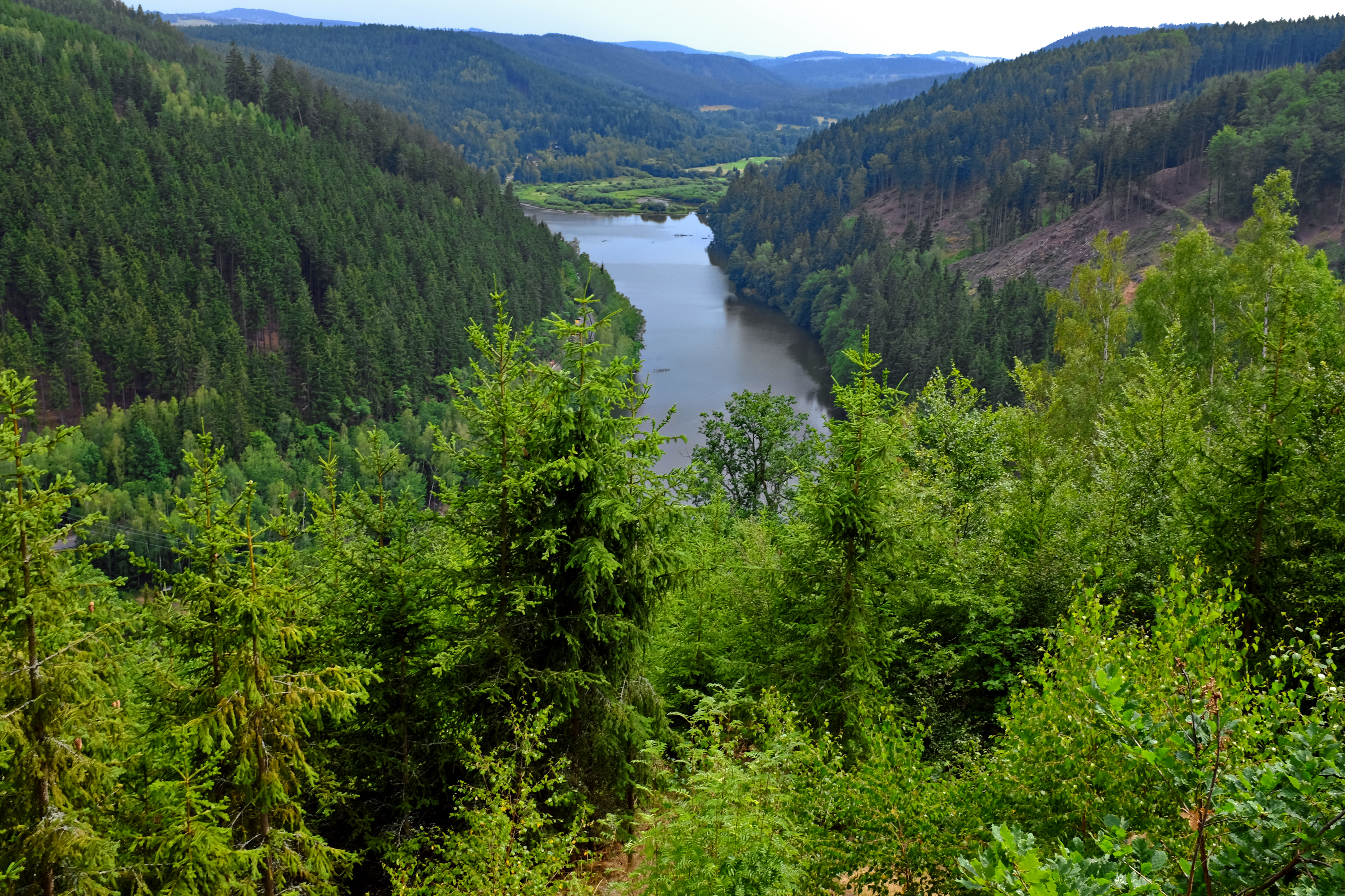
Río Teplá, el más grande de muchos arroyos más pequeños
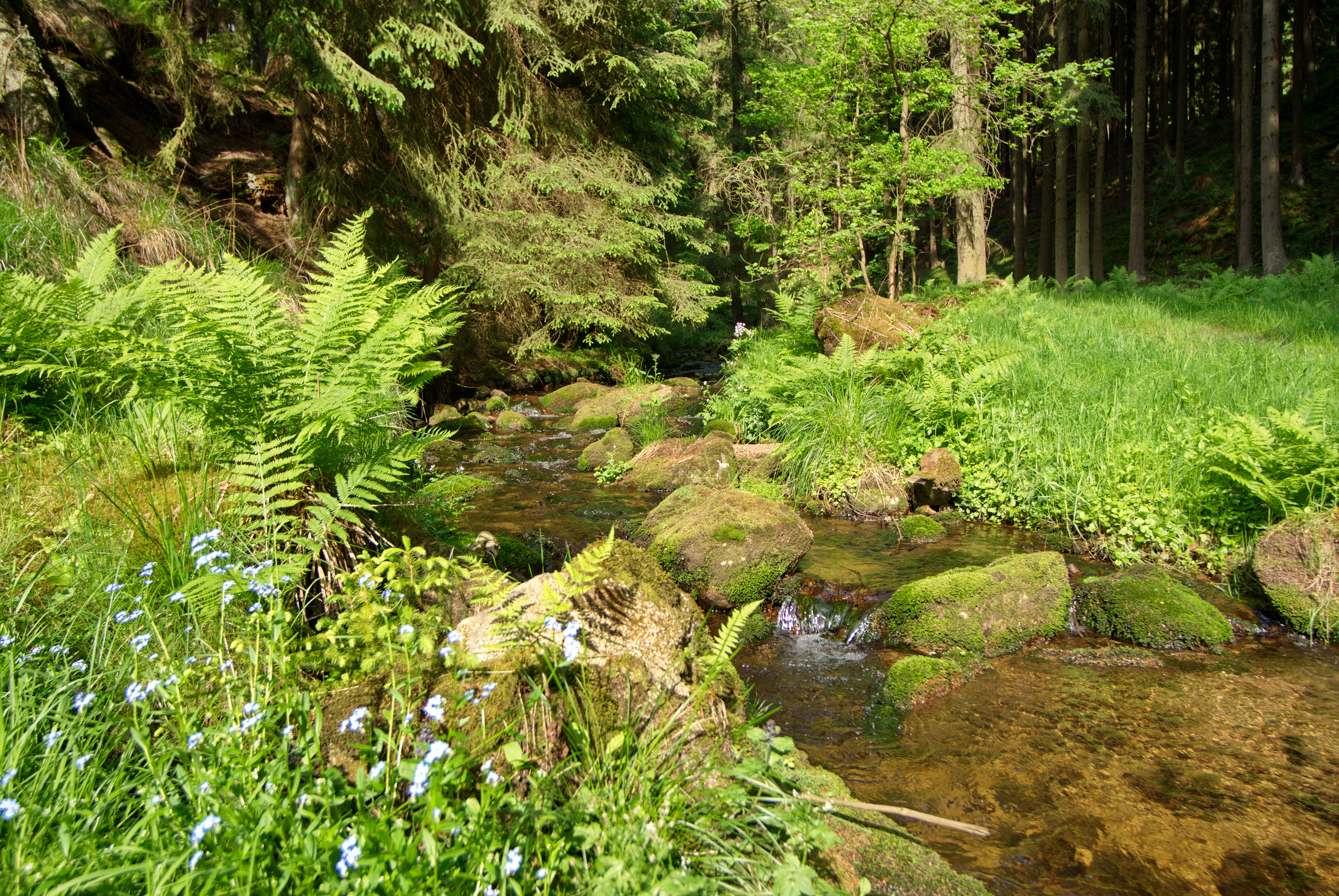
Pequeños arroyos y manantiales
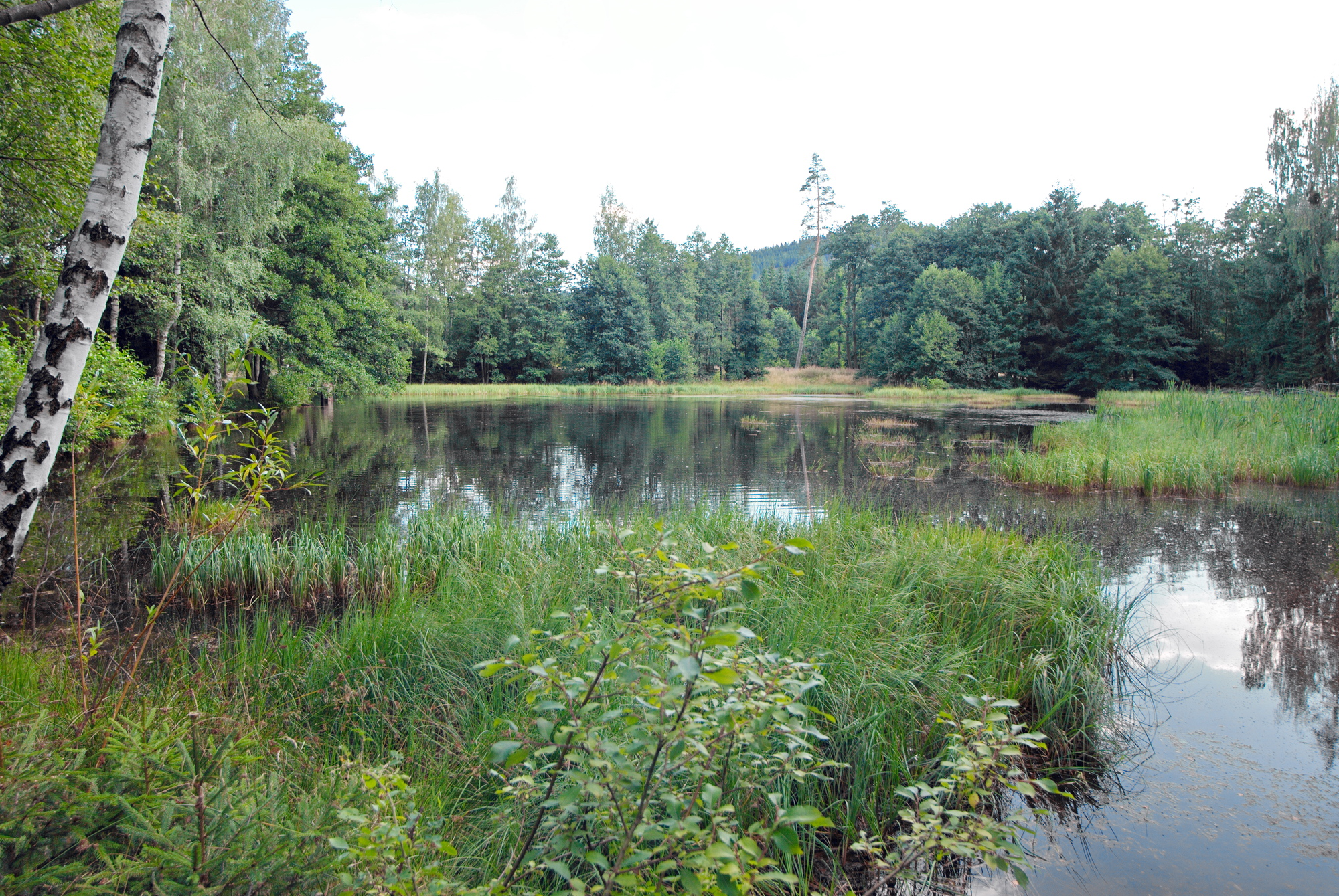
Pequeños lagos y extensos pantanos

Características

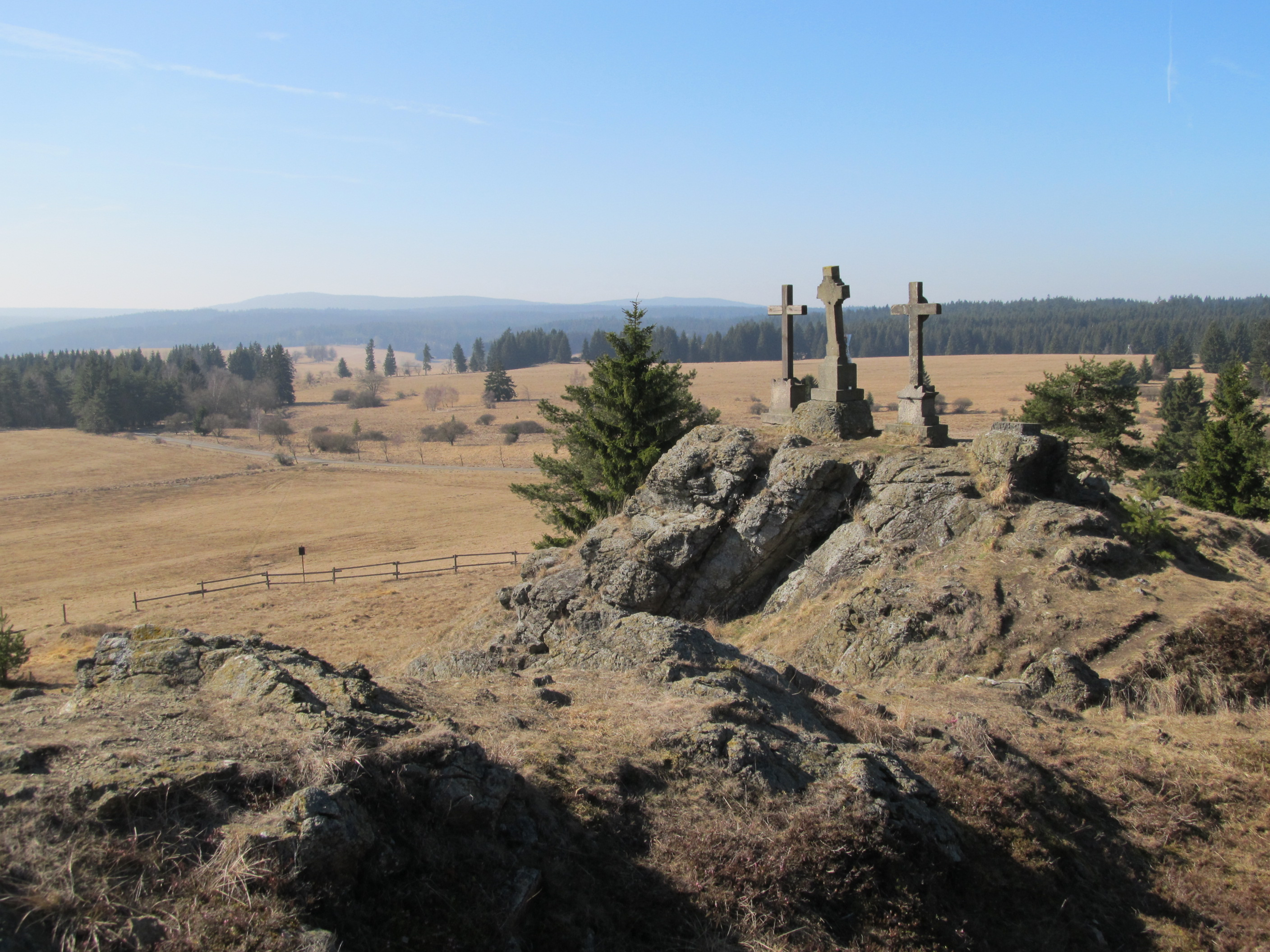
Monumentos naturales nacionales (Křížky)
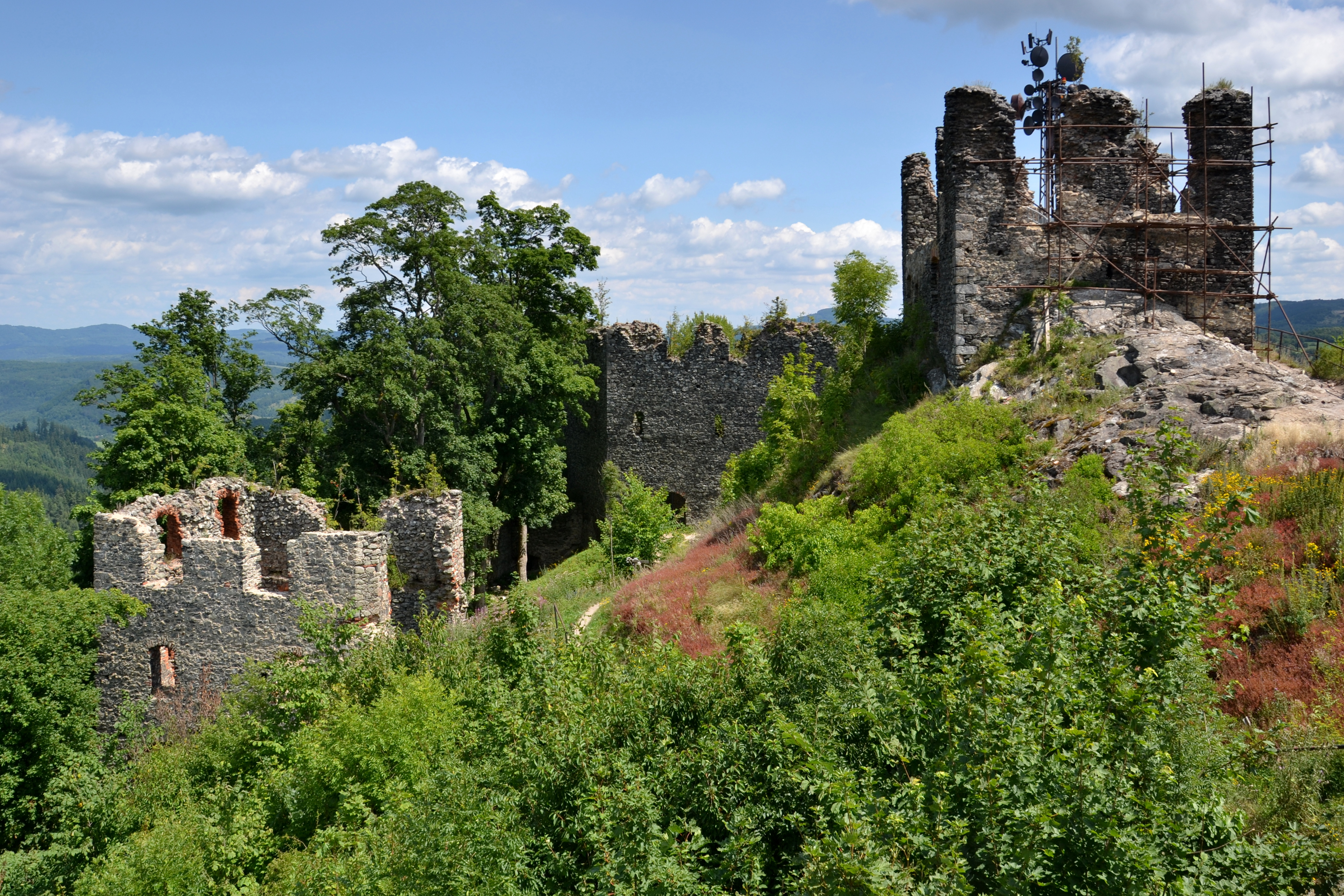
Monumentos culturales (ruinas del castillo de Andělská Hora)
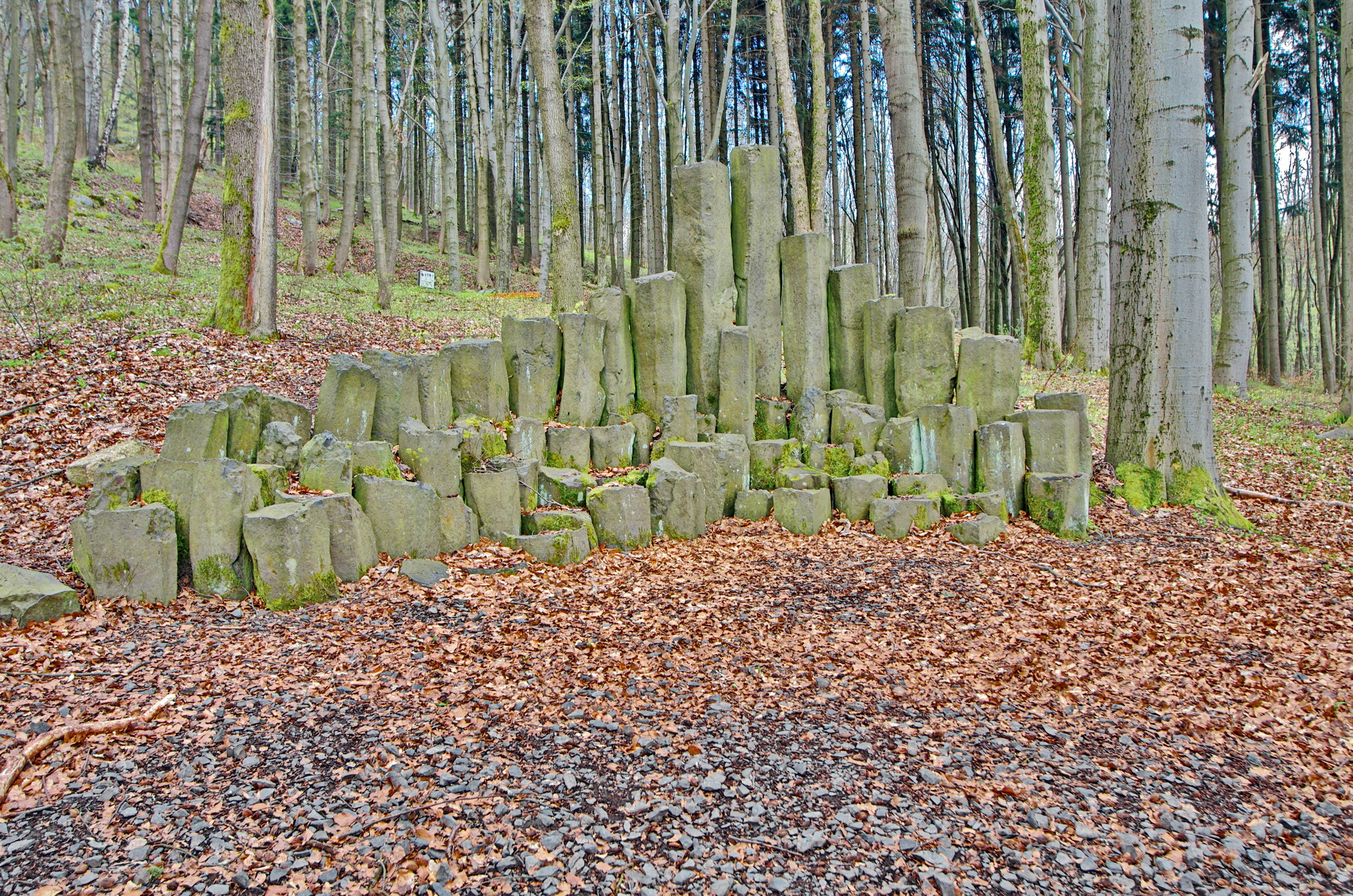
Extrañas formaciones geológicas (Geoparque Mariánské Lázně)
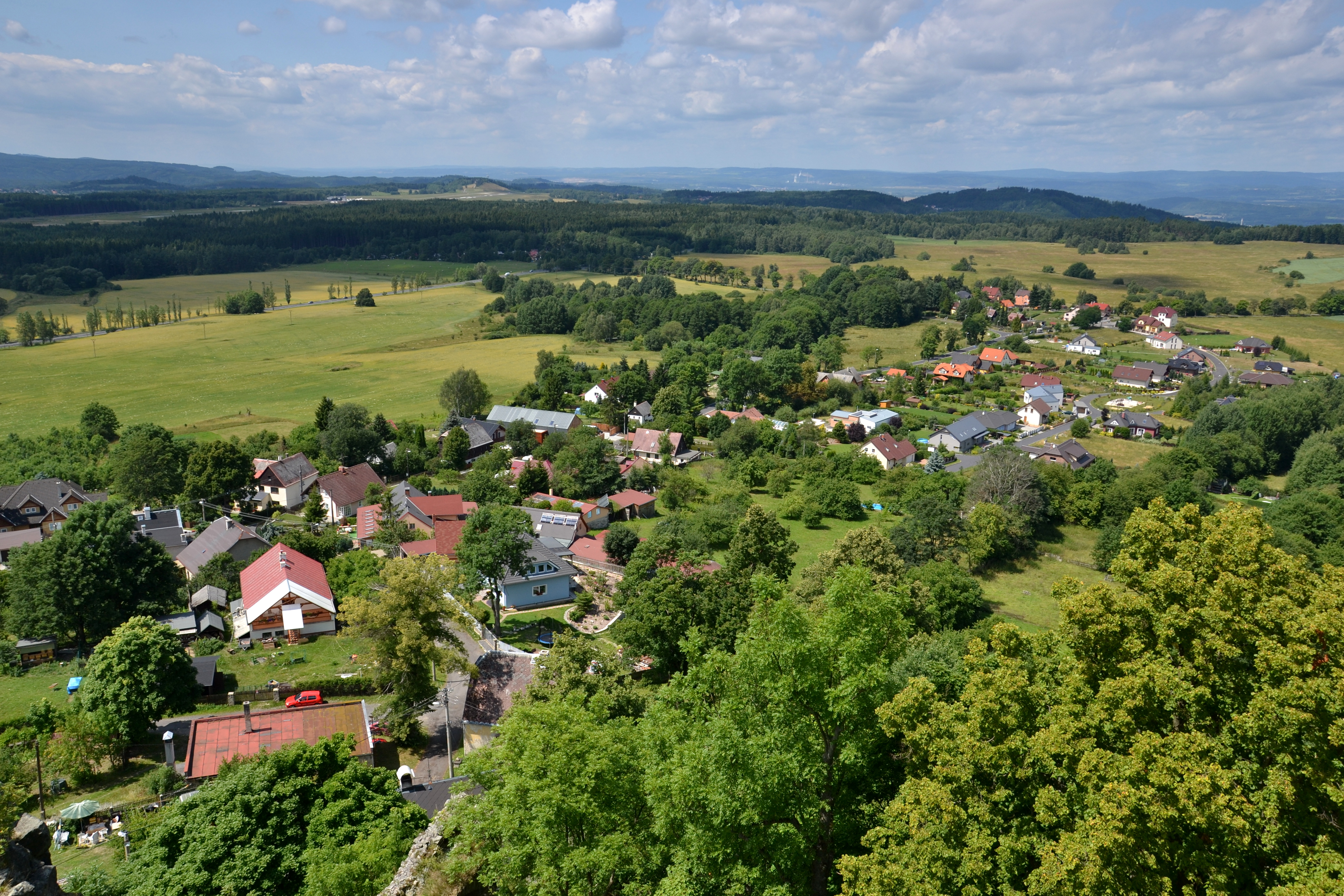
Andělská Hora
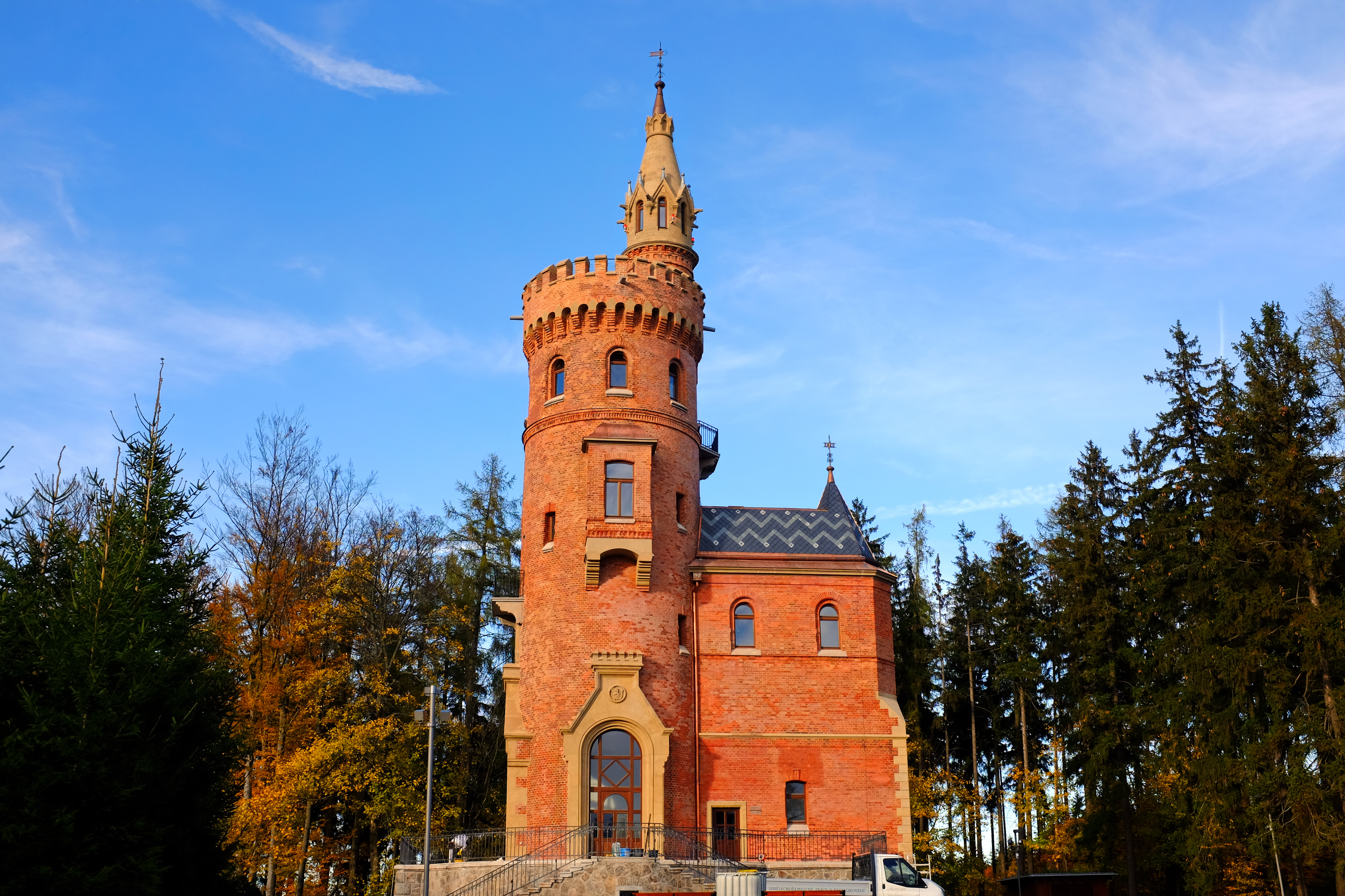
Una de varias torres de observación (vista de Goethe - " Goethova vyhlídka ")
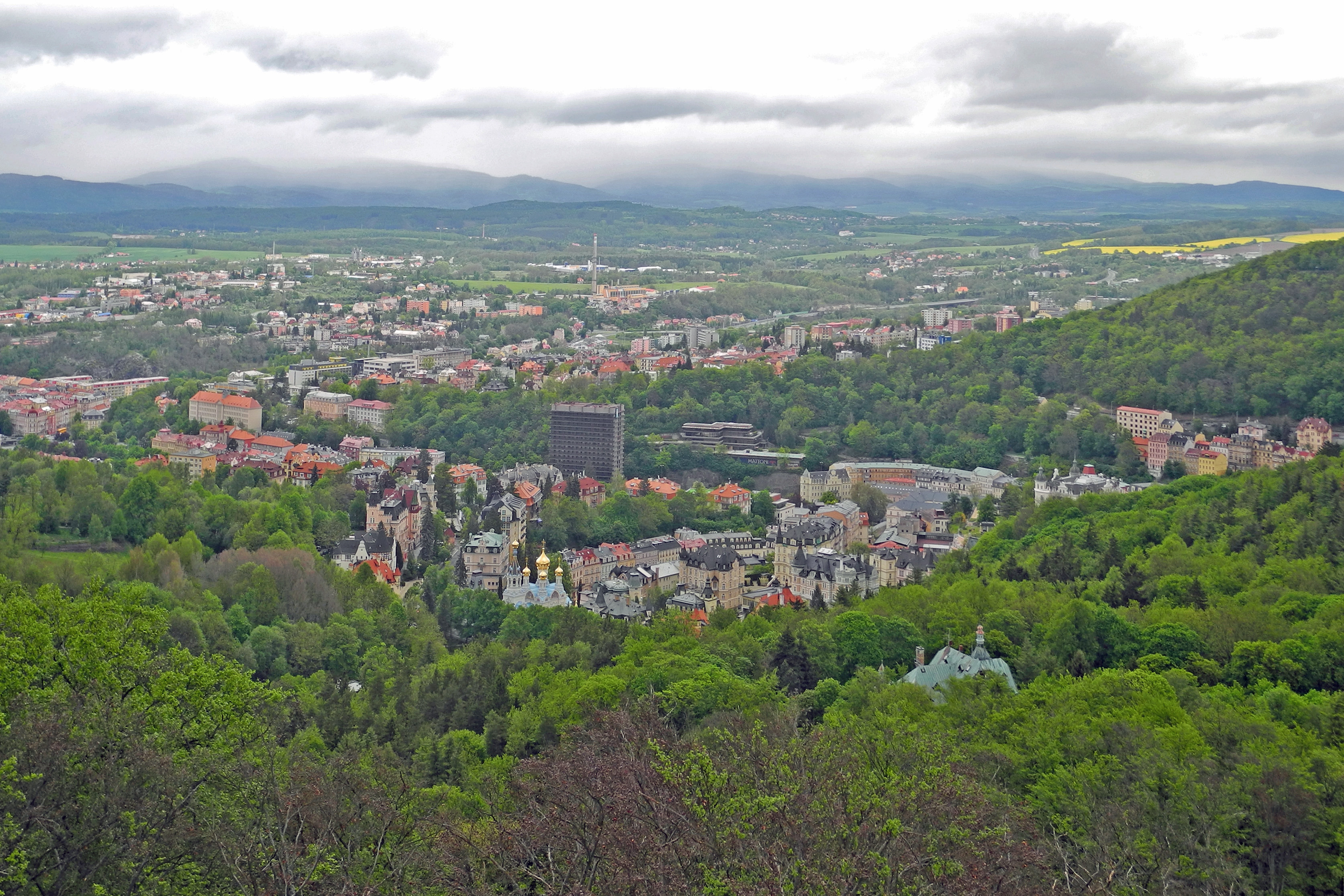
Vistas de Karlovy Vary en la parte norte

## Literatura
- Jiří Majer: Těžba cinu ve Slavkovském lese v 16. stoleti, Praga, 1970
- Jiří Majer: Die Forstwirtschaft und Holzverwendung in den böhmischen Bergrevieren des Westerzgebirges und des Kaiserwaldes während des 16. Jahrhunderts . en: Sächsische Heimatblätter 43 (1997) 1, págs. 11-18